# Bořivoj Zeman
Bořivoj Zeman (* 6. März 1912 in Prag; † 23. Dezember 1991 ebenda) war ein tschechoslowakischer Filmregisseur und Drehbuchautor.

## Laufbahn
Zeman wuchs in Prag auf und wurde nach dem Schulabschluss 1928 Büroangestellter. Nebenher verfasste er Drehbücher für Kurzfilme und nahm 1936 erfolgreich an einem Autorenwettbewerb teil. Der junge Mann wurde daraufhin beim Studio Hostivař angenommen und widmete sich auch dem Filmjournalismus. Nach dem Zweiten Weltkrieg arbeitete Zeman als Drehbuchautor und Kurzfilmregisseur in Zlín und war u. a. an Karel Zemans 1946 erschienenem Zeichentrickfilm Vánoční sen beteiligt. Aus demselben Jahr datiert auch sein Regiedebüt Malá historie, 1947 folgte mit Mrtvý mezi zivými nach Motiven Sigurd Christiansens der erste Langfilm. Anschließend konzentrierte sich Zeman auf Märchen und Komödien, variierte aber in den stilistischen Ausrichtungen. Herr Nowak (1949) entspricht noch dem sozialistischen Realismus, Die stolze Prinzessin (1952) und Es war einmal ein König (1955) stellen Adaptionen von Stücken Božena Němcovás dar. Die wahnsinnig traurige Prinzessin (1968) und Wie Honza beinahe König geworden wäre (1977) stehen dem Genre der romantischen Komödie nahe und beinhalten Musikeinlagen. Die stolze Prinzessin ist der erfolgreichste Film der tschechischen Geschichte und wird traditionell an Heiligabend gezeigt.
Zeman lehrte in der ersten Hälfte der 1960er Jahre als außerordentlicher Professor an der FAMU, nachdem er sich aufgrund der Kritik an seinem Projekt Die Wassernixe (1959) vorübergehend aus der praktischen Filmarbeit zurückgezogen hatte.
Zeman war kurzzeitig mit der Autorin Alena Santarová verheiratet. Seine Tochter Zuzana Zemanová (* 1956) ist ebenfalls Regisseurin und Schauspielpädagogin. Er starb 79-jährig in einer Prager Klinik.

## Rezeption
Bei den Nutzerbewertungen auf der Internetseite kinobox.cz zu den beliebtesten tschechischen bzw. tschechoslowakischen Märchenfilmen wurde Zeman 2017 als einziger Regisseur dreimal unter den besten zehn genannt. Die betreffenden Filme waren Es war einmal ein König auf Platz 3, Die wahnsinnig traurige Prinzessin auf Platz 4 und Die stolze Prinzessin auf Platz 7.

## Filmografie (Auswahl)
- 1949: Herr Nowak (Pan Novák)
- 1952: Die stolze Prinzessin (Pysná princezna)
- 1953: Urlaub mit Engel (Dovolená s Andelem)
- 1955: Es war einmal ein König (Byl jednou jeden král…)
- 1958: Ausgerechnet die Oma (Páté kolo u vozu)
- 1959: Die Wassernixe (Slečna od vody)
- 1966: Das Phantom von Morrisville (Fantom Morrisvillu)
- 1968: Die wahnsinnig traurige Prinzessin (Šíleně smutná princezna)
- 1971: Frauen im Abseits (Ženy v ofsajdu)
- 1977: Wie Honza beinahe König geworden wäre (Honza málem králem)